# INS Arihant
INS Arihant (S-73) és un submarí nuclear indi de la classe Arihant amb capacitat de llançament de fins a 12 míssils de curt abast entre el rang de 600 a 700 km.
L'INS Arihant ("destructor d'enemics") va ser lliurat a la marina a la ciutat portuària de Vishakhapatnam, a l'est del país.
El submarí, de 112 metres d'eslora i 6000 tones de pes, pot disparar ocult sota el mar fins a 12 projectils equipats amb ogives nuclears de 500 quilograms de pes. L'objectiu del submarí és encoratjat pel conflicte que Pakistan i l'Índia manté per disputes territorials com informe de les seves polítiques de dissuasió i de la teoria de la destrucció mútua assegurada que van mantenir els Estats Units i l'URSS durant la guerra freda adaptat al seu conflicte.
La seva inauguració coincideix amb la celebració de la victòria Índia sobre el Pakistan el 26 de juliol de 1999 conegut com a Vijay Diwas (Dia de la victòria de la guerra del Kargil).
El projecte va ser proposat durant el govern d'Indira Gandhi el 1970, però no fou fins als anys 1980-1990 que el projecte va ser desenvolupat, el 1984 el projecte va ser desenvolupat amb el suport de l'URSS, però amb la desintegració d'aquesta el 1992 el projecte es va posposar fins a 1998, any en què va ser començada la seva construcció en el conglomerat industrial Larsen & Toubro a la ciutat portuària d'Hazira en l'estat de Gujarat, al nord-oest de l'Índia.